# Большетебендинское сельское поселение
Большетебендинское се́льское поселе́ние — муниципальное образование в Усть-Ишимском районе Омской области Российской Федерации.
Административный центр — село Большая Тебендя.

## История
Статус и границы сельского поселения установлены Законом Омской области от 30 июля 2004 года № 548-ОЗ «О границах и статусе муниципальных образований Омской области».

## Население
| 2010 | 2011 | 2012 | 2013 | 2014 | 2015 | 2016 |
| ---- | ---- | ---- | ---- | ---- | ---- | ---- |
| 261  | ↘260 | ↘233 | ↘216 | ↘214 | ↘201 | ↗203 |
| 2017 | 2018 | 2019 | 2020 | 2021 | 2023 |      |
| ↘202 | ↘187 | ↘173 | ↘160 | ↗222 | ↗224 |      |

## Состав сельского поселения
| № | Населённый пункт | Тип населённого пункта       | Население |
| - | ---------------- | ---------------------------- | --------- |
| 1 | Большая Тебендя  | село, административный центр | ↘214      |
| 2 | Затон            | посёлок                      | ↘3        |
| 3 | Новая Деревня    | деревня                      | ↘2        |
| 4 | Хутор            | деревня                      | 42        |